# Rhabdoblatta karnyi
Rhabdoblatta karnyi es una especie de cucaracha del género Rhabdoblatta, familia Blaberidae. Fue descrita científicamente por Shiraki en 1931.

## Distribución geográfica
Esta especie habita en Taiwán.